# Michaił Rajewski

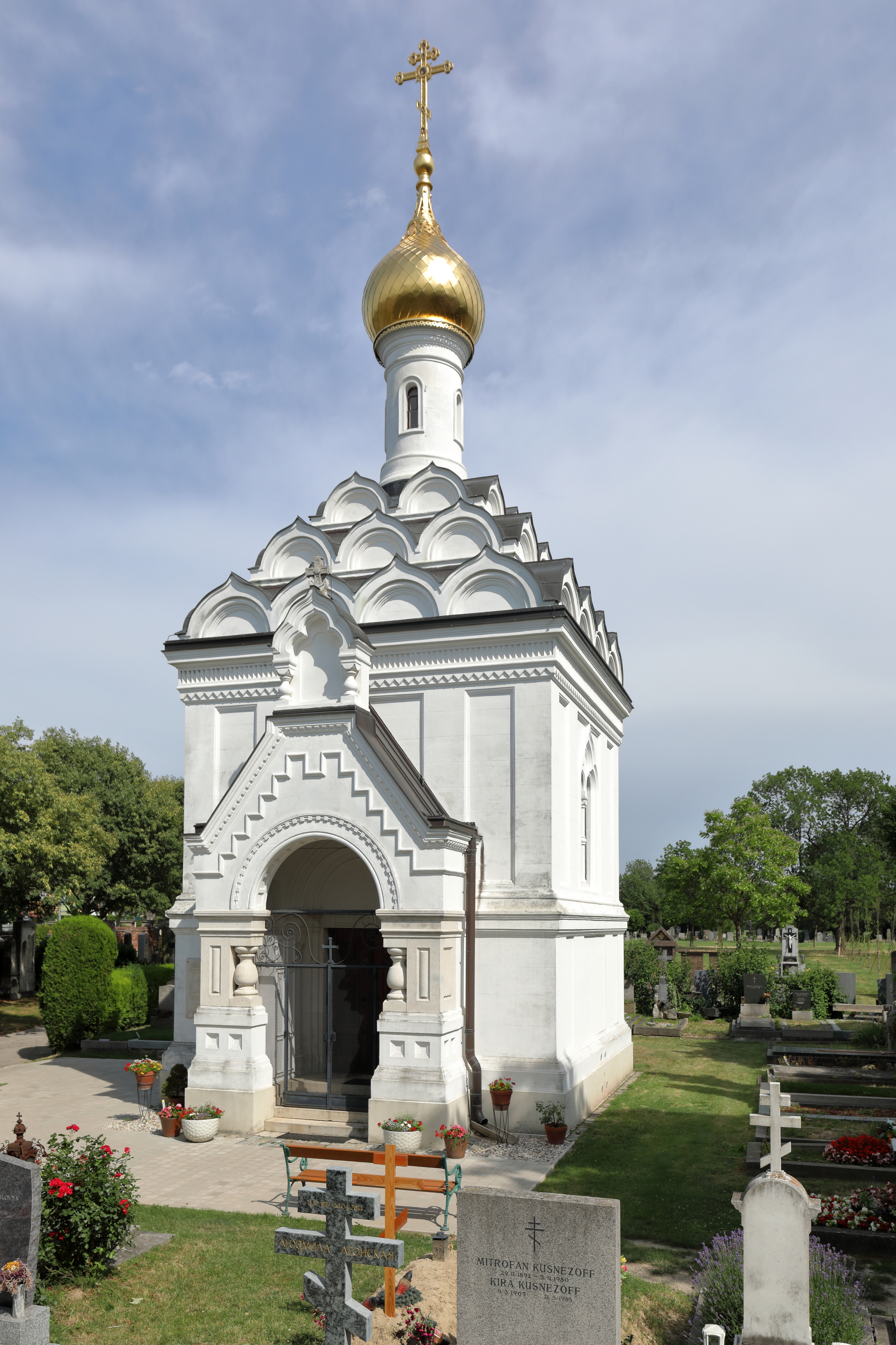
Cerkiew św. Łazarza w Wiedniu, wzniesiona ze środków zgromadzonych przez ks. Rajewskiego

Michaił Rajewski (ur. 1811 w Arzamasie, zm. 1884 w Wiedniu) – rosyjski duchowny prawosławny, wieloletni kapelan ambasady rosyjskiej w Wiedniu, działacz słowianofilski.

## Życiorys
Pochodził z rodziny duchownego prawosławnego. Ukończył seminarium duchowne w Niżnym Nowogrodzie, a następnie Petersburską Akademię Duchowną, gdzie w 1833 otrzymał stopień kandydata nauk teologicznych. Od 1834 do 1842 był kapelanem ambasady rosyjskiej w Sztokholmie. Następnie został przeniesiony do pracy duszpasterskiej i dyplomatycznej w analogicznym charakterze w ambasadzie w Wiedniu.
Zadania powierzone ks. Rajewskiemu przez rosyjskie Ministerstwo Spraw Zagranicznych wykraczały poza oficjalne obowiązki kapelana i wiązały się z osobistą fascynacją kapłana słowianofilstwem. W 1848, w czasie Wiosny Ludów, włączył się on w ruch pansłowiańskich. W jego mieszkaniu odbywały się spotkania czołowych przywódców ruchu. Ks. Rajewski przekazywał im rosyjskie wsparcie (także finansowe) i propagował koncepcję budowy państwa pansłowiańskiego pod berłem prawosławnego cara Rosji.
W 1860 duchowny został członkiem Słowiańskiego Komitetu Dobroczynnego w Moskwie i jego przedstawicielem w Austrii. Nadzorował korespondencję między stowarzyszeniami słowiańskimi w Austrii a Komitet oraz przesyłki z literaturą rosyjską dla czytelni przez nie prowadzonych. Najwięcej książek duchowny kierował do galicyjskich Ukraińców. Geopolityczne koncepcje ks. Rajewskiego i stopień jego zaangażowania w ruch pansłowiański przekroczyły w tym okresie oczekiwania jego mocodawców w Rosji. Ks. Rajewski faktycznie kierował działalnością Komitetu w Austrii. 
Przegrana Rosji w wojnie krymskiej utwierdziła kapłana w przekonaniu, że Europa jest areną walki między wschodem a zachodem, prawosławiem i katolicyzmem, zaś Rosję sam Bóg wyznaczył na przywódcę wschodu. Tym samym obowiązkiem caratu miało być poszerzanie swoich wpływów, zwłaszcza w licznie zamieszkanej przez Słowian Austrii. Szczególnie istotnym elementem polityki rosyjskiej miało być wspieranie Rusinów (Ukraińców) galicyjskich, których ks. Rajewski uważał za Rosjan. W ocenie duchownego Galicja była odwiecznym polem ścierania się wpływów rosyjskich i polskich, zaś rywalizacja między nimi zaostrzyła się po 1848, gdy Rusini galicyjscy po raz pierwszy wystąpili jako zorganizowana grupa narodowa. Ks. Rajewski wskazywał w ruchu ukraińskim w Galicji trzy grupy: ukrainofilów, których uważał za narzędzie w rękach polskich i partię bez realnego poparcia, równie mało znaczącą grupę skupioną wokół greckokatolickiego metropolity lwowskiego Spirydiona Litwinowicza oraz pasywną, lecz najliczniejszą grupę duchowieństwa i ludu sympatyzującą z ideą zjednoczenia w jednym państwie wszystkich Słowian wschodnich.
W celu zachęcenia chłopów ukraińskich w Galicji do idei prorosyjskich ks. Rajewski postulował stworzenie możliwie najbardziej korzystnej dla chłopstwa sytuacji w południowych guberniach Imperium Rosyjskim – także pod względem gospodarczym. Głosił również wspieranie ruchu na rzecz puryfikacji obrządku unickiego w diecezji chełmskiej, bez siłowego nawracania unitów na prawosławia. Twierdził, że chłopi wyznania unickiego żyjący na Chełmszczyźnie mogą być stopniowo przekonani do dobrowolnej konwersji i przyjęcia narodowości rosyjskiej (chociaż sugerował również, że na Chełmszczyźnie nie jest konieczne zwalczanie języka ukraińskiego zgodnie z okólnikiem Wałujewa z 1863) Dobrowolna konwersja unitów Chełmszczyzny w jego ocenie miała znaleźć natychmiastowy oddźwięk w postaci podobnego ruchu w Galicji. W porozumieniu z księciem Władimirem Czerkaskim, jednym z koordynatorów akcji rusyfikacji ziemi chełmskiej, ks. Rajewski wskazywał kandydatów wśród kleryków greckokatolickich do wyjazdu, po przyjęciu święceń, do pracy duszpasterskiej w diecezji chełmskiej i głoszenia tam idei panslawistycznych i prorosyjskich. Blisko współpracował z ruchem moskalofilskim w Galicji, w tym z Jakowem Hołowackim. i ks. Iwanem Naumowyczem. Przekazywał również moskalofilom rosyjską pomoc finansową przeznaczoną na rozwój ich prasy. Zajmował się także przekładami prawosławnych ksiąg liturgicznych na język niemiecki. Przetłumaczył m.in. euchologion i Wielki Kanon Pokutny św. Andrzeja z Krety.
W 1867 brał znaczący udział w organizacji Zjazdu Słowiańskiego w Moskwie
Od 1873 ks. Rajewski prowadził również zbiórkę funduszy na budowę prawosławnego soboru przy ambasadzie rosyjskiej w Wiedniu. W ciągu 11 lat zebrał 22 tys. rubli (według Włodzimierza Osadczego – 220 tys.). Śmierć duchownego przerwała jego plany w tym zakresie i za zgromadzoną sumę wybudowano jedynie cmentarną cerkiew św. Łazarza w Wiedniu.